# San Agustín (Córdoba)
San Agustín es un municipio y localidad cabecera del departamento Calamuchita, en la provincia de Córdoba, Argentina, a 70 km al sur de la capital provincial y a 22 km de Despeñaderos, comunicada por la autovía Juan Bautista Bustos, RN 36. Está ubicada en la ladera oriental de las Cumbres del Hinojo, cordón perteneciente a la Sierra Chica.

## Historia
Es una población muy antigua de la provincia de Córdoba, que nació rodeada de “Mercedes” otorgadas a los acompañantes de Jerónimo Luis de Cabrera. No tuvo acto ni fecha de fundación, pero podría considerarse como su fecha de fundación el 10 de febrero de 1870, día en que el presbítero Adolfo Villafañe decide donar las tierras para que comiencen las primeras construcciones de lo que hoy es el casco céntrico de San Agustín. Cada 28 de agosto se celebra su fiesta patronal en honor a San Agustín.
Fue paso del camino real de Córdoba a Chile y la Región Cuyana, y se convirtió en Posta para los viajeros. Entre los primeros españoles: Martín Monforte, Pedro Acosta, Alonso Luján de Medina, Pedro Sánchez, Clemente Baigorrí, Melchor Sánchez, Flias. Gigena, Martínez y Acuña.
En 1750, los Jesuitas desplegaban actividades en Calamuchita, con minas en “Boca del Río” (nombre del lugar por aquellos años), se construyó una capilla, representando un paso muy importante para los habitantes del lugar. Cuando tuvo lugar la división política del Departamento Calamuchita, a esta localidad le tocó ser cabecera de departamento, por lo que en 1868, el presbítero Adolfo Villafañe construye un gran templo, en esas desoladas tierras.
Con el Registro Civil, una de las primeras delegaciones de Calamuchita se instala en San Agustín, absorbiendo parte de los departamentos vecinos, cuando aún no existían otras localidades en la región como son Río Tercero, Almafuerte y Corralito.
La economía fue puramente ganadera; la minería, a pesar de lo antiguo de las primeras explotaciones, recién a comienzos de 1900 inicia un empuje significativo con la extracción de mármol, cal y piedra para diversas construcciones.
En 1905, con la llegada de los inmigrantes, se aceleran los desmontes en la zona este, dejando miles de hectáreas de excelentes tierras para la práctica de la agricultura, donde se siembra y cosecha trigo, maíz y soja.
En 2015, es una localidad de 5.000 hab.; urbanizada, riquezas mineras, ganadería, agricultura y algunas industrias como la de fundición de aluminio de autopartes, dando mano de obra a sus habitantes. Tiene escuelas de distintos niveles, hospital público, excelente agua potable y servicios de energía eléctrica, calles asfaltadas, parques, paseos y balnearios naturales, los que enmarcados en la belleza que le otorgan las sierras, permiten considerar a San Agustín como una localidad privilegiada.

## Geografía

### Población
Posee una población de 3876 habitantes (2022).
| Gráfica de evolución demográfica de San Agustín entre 1991 y 2022 |
|                                                                   |
| Fuente: censos nacionales del INDEC                               |

### Sismicidad
La región posee sismicidad media; y sus últimas expresiones se produjeron:
- 22 de septiembre de 1908 (116 años), a las 17.00 UTC-3, con 6,5 Richter, escala de Mercalli VII; ubicación 30°30′0″S 64°30′0″O / -30.50000, -64.50000; profundidad: 100 km ; produjo daños en Deán Funes, Cruz del Eje y Soto, provincia de Córdoba, y en el sur de las provincias de Santiago del Estero, La Rioja y Catamarca.

- 16 de enero de 1947 (78 años), a las 2.37 UTC-3, con una magnitud aproximadamente de 5,5 en la escala de Richter (terremoto de Córdoba de 1947)[2]

- 28 de marzo de 1955 (70 años), a las 6.20 UTC-3 con 6,9 Richter: además de la gravedad física del fenómeno se unió el desconocimiento absoluto de la población a estos eventos recurrentes (terremoto de Villa Giardino de 1955)

- 7 de septiembre de 2004 (20 años), a las 8.53 UTC-3 con 4,1 Richter

- 25 de diciembre de 2009 (15 años), a las 21.42 UTC-3 con 4,0 Richter

- 2 de febrero de 2013 (12 años), a las 11:01 UTC-3 con 3,2 Richter[2]

La Defensa Civil municipal debe:
- realizar anualmente simulacro de sismo
- entregar MANUAL DE PROCEDIMIENTOS PARA CATÁSTROFES a medios de comunicación
- advertir con abundante señalética sobre escuchar - obedecer acerca de:

Área de Media Sismicidad con 5,5 Richter, hace 78 años, otro de mayor cimbronazo hace 116 años por el terremoto de Cruz del Eje 1908 con 6,5 Richter